# 龐培壁畫

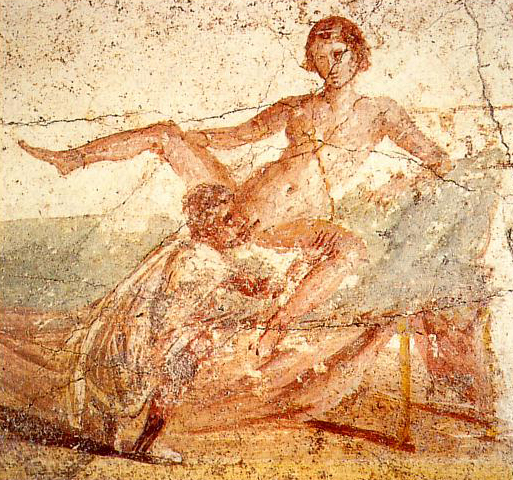
龐貝城出土的陰戶口交畫像

西元79年，羅馬龐培城遭逢大難，維蘇威火山爆發，火山灰摧毀了整座城市，活埋了無數生命，卻諷刺地保存了當地的彩繪壁畫。無人聞問度過了將近十七個世紀的地下時光。西元1748年，龐培城終於重見天日，舉世注目。十九世紀德國學者August Mau 窮畢生精力，鑽研龐培壁畫，歸納出四種龐貝風格，用以描述龐培壁畫風格的演進。

## 簡介
隨著羅馬人征服地中海沿岸，希臘、埃及風流入義大利半島，產生了龐培一式。該式以模仿大理石壁畫著稱，興盛於西元前200年至西元前80~90年間。
繼之而起的龐培二式脫胎於延伸空間的幻覺，主宰了西元前一世紀。期間彩繪的建築元素逐漸成為主流，空間延伸的效果消解了牆壁實體，開放的風景取代了封閉的牆面。龐培三式一反龐培二式，改採平面、裝飾性的風格，鮮豔單色的彩繪圍繞中心小幅風景，流行於西元前一世紀末至西元一世紀中葉。空間深度幻覺在龐培四式中捲土重來，搭配繁多裝飾，平面、空間、視點交錯變化，龐培城如同沈浸在流光夢境之中，直到末日降臨。

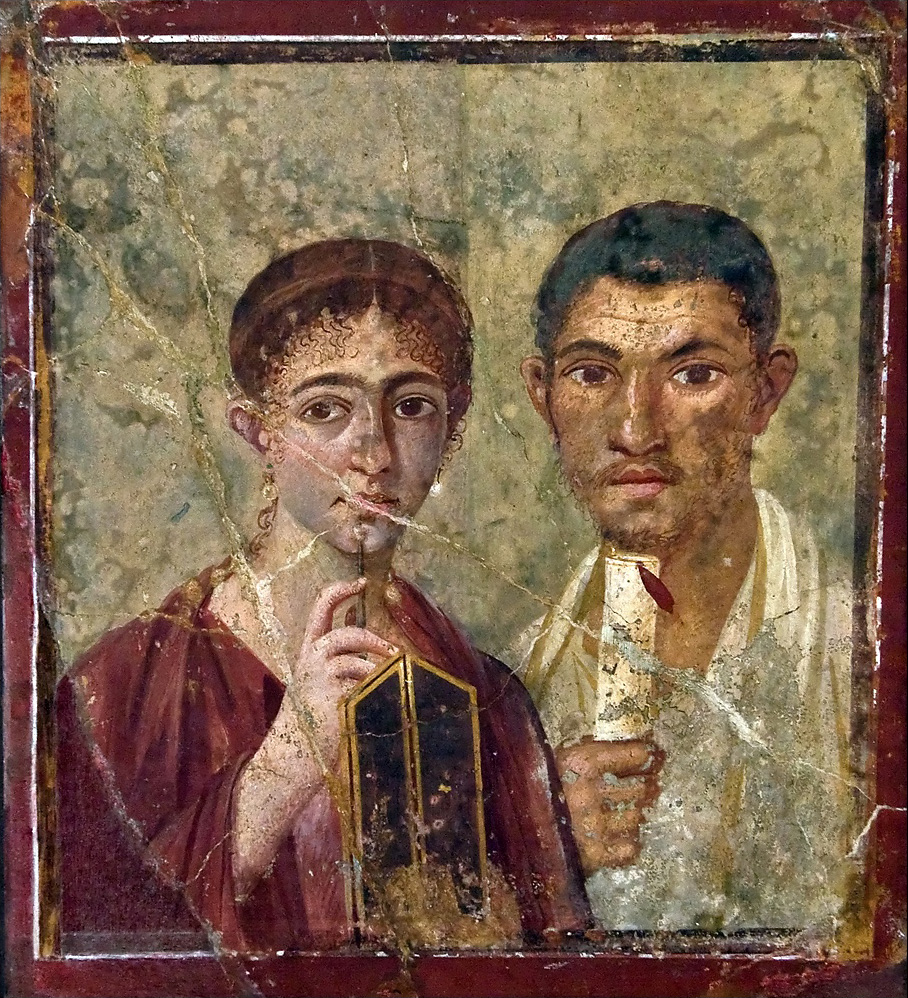
龐貝城房屋内的人物肖像：特倫提烏斯·尼奧肖像畫

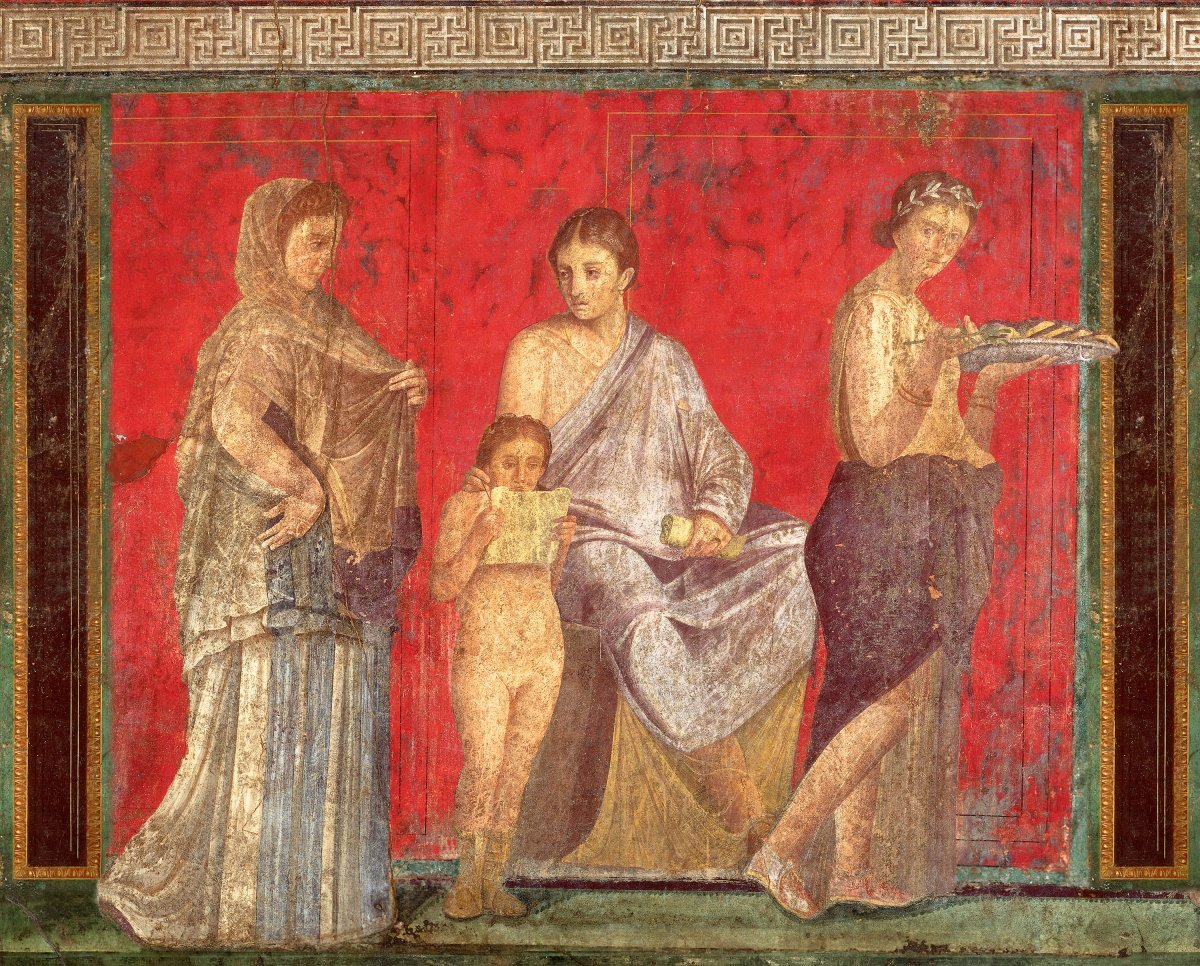
龐貝別墅的著名壁畫